# Musaranya d'Assumbo
La musaranya d'Assumbo (Crocidura picea) és una espècie de la família de les musaranyes (Soricidae) endèmica del Camerun. Està amenaçada per la destrucció de l'hàbitat i la degradació que pateixen les muntanyes del Camerun.